# 양주대학살
양주대학살은 1645년 5월, 청나라 양주시에서 만주족 장군 도도의 지휘 아래 청나라군이 양저우에서 자행한 대량 학살을 말한다.
이 학살은 왕수초의 동시대 기록인 《양주십일기》에 묘사되어 있다. 기록의 제목 때문에 이 사건은 종종 10일간의 학살로 언급되지만, 일기에는 시체 매장이 시작된 6일째에 학살이 끝났음을 보여준다. 왕수초에 따르면 희생자 수는 80만 명을 넘어섰지만, 이 숫자는 현재 현대 역사가와 연구자들에 의해 극심한 과장으로 밝혀졌다. 사가법 같은 명나라의 주요 방어 지휘관들도 청나라의 권위에 복종하기를 거부한 후 청나라군에 의해 처형되었다.
학살의 주장된 이유는 다음과 같다:
- 명나라 관리 사가법이 주도한 저항 노력 때문에 주민들을 처벌하기 위함.
- 강남의 나머지 주민들에게 군사 활동에 참여하고 청나라 침략군에 저항하는 것의 결과를 경고하기 위함.

왕수초의 기록은 백하우스와 블랜드, 루시안 마오, 그리고 린 A. 스트루브를 포함한 여러 영어 번역으로 출판되었다. 다음은 스트루브의 번역본에서 발췌한 내용이다.
수십 명의 사람들이 양이나 염소처럼 몰려다녔다. 뒤처지는 자들은 채찍질을 당하거나 즉시 살해당했다. 여자들은 무거운 밧줄로 목이 묶여 진주처럼 서로 연결되어 있었다. 한 걸음 내딛을 때마다 비틀거리며 진흙으로 뒤덮였다. 아기들은 사방에 버려져 있었다. 말발굽이나 사람 발에 밟혀 풀밭처럼 뭉개진 시체들의 장기는 흙에 묻혔고, 아직 살아있는 자들의 울음소리가 온 들판을 채웠다. 우리가 지나가는 모든 도랑이나 연못은 시체로 가득했고, 서로의 팔과 다리를 베고 있었다. 그들의 피는 물속으로 흘러들어 초록색과 붉은색이 섞여 다양한 색깔을 만들어냈다. 운하 또한 시체로 가득 채워져 수면과 평평해졌다.

그때 사방에서 불이 나기 시작했고, 초가집들은...불이 붙어 곧 불길에 휩싸였다...집 아래에 숨어 있던 사람들은 불의 열기 때문에 뛰쳐나와야 했고, 나오자마자 열에 아홉은 그 자리에서 죽임을 당했다. 반면에 집에 남아 있던 사람들은 문이 굳게 닫힌 채 불에 타 죽었고, 나중에 남은 숯덩이 뼈더미에서 얼마나 많은 사람이 죽었는지 아무도 알 수 없었다.

양저우시, 가정, 장인시의 학살에 대해 쓰여진 책들은 나중에 반청 작가들에 의해 태평천국의 난과 신해혁명을 앞두고 지지를 얻기 위해 재출판되었다.
청나라 병사들은 난징이 평화롭게 항복한 후 양저우에서 잡힌 여성들을 원래 남편과 아버지에게 돈을 받고 돌려보냈는데, 이 여성들을 도시로 몰아넣고 머리에 몸값 가격을 표시한 표를 달고 심하게 채찍질했다.
원나라, 명나라, 청나라 시대에 양저우에는 학사모스크와 사이드 푸하딘의 묘와 같은 역사적인 모스크가 있는 회족 무슬림 공동체가 있었다.
명청 교체기의 양저우 학살과 같은 잔학 행위에 대한 기록은 반청 신해혁명의 혁명가들이 만주족에 대한 학살을 부추기는 데 사용되었다.

## 같이 보기
- 반청 감정

## Literature
- Struve, Lynn A., Voices from the Ming-Qing Cataclysm: China in Tigers' Jaws, Publisher:Yale University Press, 1998, See pp. 32–48 for the translation of Wang Xiuchu's account.
- 핀난, 안토니아, Speaking of Yangzhou: A Chinese City, 1550-1850, Cambridge: Harvard University Asia Center, 2004. See especially Chapter 4, "Yangzhou's Ten Days."
- Wei, Minghua 伟明铧, 1994. “Shuo Ýangzhou shiri’”说扬州十日, in Wei Minghua, Yangzhou tanpian 扬州谈片 Beijing: Sanlian shudian.
- Zarrow, Peter, 2004. “Historical Trauma: Anti-Manchuism and Memories of Atrocity in Late Qing China,” History and Memory, Vol. 16, No. 2, Special Issue: Traumatic Memory in Chinese History.
- The Litigation Master and the Monkey King, Liu, Ken. In The Paper Menagerie and other stories. Publisher:Saga Press, 2016, ISBN 978-1-4814-2437-0. pages 363–388.